# Desmodium fulvescens
Desmodium fulvescens är en ärtväxtart som beskrevs av Bernice Giduz Schubert. Desmodium fulvescens ingår i släktet Desmodium och familjen ärtväxter. Inga underarter finns listade i Catalogue of Life.